# Claude Williamson
Claude Berkeley Williamson (Brattleboro, 18 november 1926 - Sunland (Californië), 16 juli 2016) was een Amerikaanse jazzpianist van de swing en de modernjazz.

## Biografie
Williamson speelde op 7-jarige leeftijd piano en bezocht drie jaar het New England Conservatory in Boston. Hij werd in 1947 beroepsmuzikant bij Charlie Barnet en speelde later samen met Tom Talbert, Red Norvo in 1948, Barnet in 1949, June Christy in 1950-1951, in Bud Shanks kwartet en met een eigen trio. Met Shank en Bob Cooper bezocht hij in het voorjaar van 1958 Europa. Zijn sterk aan Bud Powell georiënteerde spel is te horen op plaatopnamen met o.a. Barnet (Claude Reigns, 1949), Bob Cooper, Tal Farlow, Barney Kessel, de Howard Rumsey Lighthouse All Stars, Art Pepper, Bud Shank, Stu Williamson.
In 1968 werkte Williamson voor de radiozender NBC en speelde daar o.a. voor Andy Williams en Sonny & Cher. In 1978 keerde hij terug naar de jazz en nam meerdere album op bij Japanse labels met de bassist Sam Brown en de drummer Roy Haynes.

## Overlijden
Claude Williamson overleed in juli 2016 op 89-jarige leeftijd. Zijn oudere broer was Stu Williamson.

## Discografie
- 1956: The Claude Williamson Trio (Fresh Sound Records) met Don Prell, Red Mitchell, Chuck Flores, Mel Lewis
- 1958: Mulls the Mulligan Scene (Fresh Sound Records) met Howard Roberts, Red Mitchell, Stan Levey
- 1995: Hallucinations (VSOP) met Dave Carpenter, Paul Kreibich